# 下新庄駅

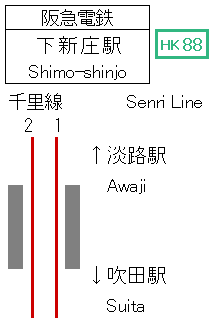
配線図（下り線仮線移行前）

下新庄駅（しもしんじょうえき）は、大阪府大阪市東淀川区下新庄五丁目にある、阪急電鉄千里線の駅。駅番号はHK-88。

## 概要
東淀川区の北側に位置し吹田市に近いため、吹田市南部の利用者も多い。連続立体交差事業（後述）のため、高架化工事が行われている。

## 歴史
- 1921年（大正10年）4月1日：北大阪電気鉄道の十三駅 - 豊津駅間開通と同時に開業[3]。
- 1923年（大正12年）4月1日：路線譲渡により新京阪鉄道の駅となる[3]。
- 1930年（昭和5年）9月15日：会社合併により京阪電気鉄道千里山線の駅となる。
- 1943年（昭和18年）10月1日：会社合併により京阪神急行電鉄の駅となる[3]。
- 1967年（昭和42年）3月1日：千里山線が千里線に改称され、当駅もその所属となる[3]。
- 2013年（平成25年）12月21日：駅番号導入[3]。
- 2024年（令和6年）11月30日：高架化工事に伴い淡路方面を仮線に切り替え、ホームを相対式から単式にする。
- 2025年（令和7年）度末：高架化工事の進捗に伴い北千里方面を仮線に切り替え、ホームを単式から島式にする（予定）[4]。
- 2028年（令和10年）年度末：高架化（予定）。

## 駅構造
単式ホーム2面2線を有する地上駅。分岐器や絶対信号機を持たないため、停留所に分類される。ホームは地上にあるが、改札口は北千里側の地下にある。改札口と北千里方面ゆきホームは階段とエスカレーターで、改札口と淡路方面ゆきホームは階段とエレベーターで連絡している。なお、改札口と北千里方面ゆきホームを繋ぐエレベーターは設置されていないため、車イス、ベビーカー利用者はホームと駅構外の道路脇に設置されているインターホンで駅員を呼び、ホームとホーム横の道路を繋ぐスロープを使用してホームへ出入りする。トイレは構内の北千里方面ゆきホーム側と淡路方面ゆきホーム側両方のホーム北千里寄りに男女別トイレと男女共用バリアフリートイレが設置されている。

### のりば
| 号線 | 路線    | 方向 | 行先                                               |
| ---- | ------- | ---- | -------------------------------------------------- |
| 1    | ■千里線 | 上り | 北千里・山田・吹田方面                             |
| 2    | ■千里線 | 下り | 大阪梅田・天下茶屋・京都河原町・神戸三宮・宝塚方面 |

※実際には構内にのりば番号表記はないが、スマートフォン向けアプリ「阪急沿線ナビ TOKKアプリ」の発車案内機能では、北千里方面が1号線、天下茶屋方面が2号線と表示されている。

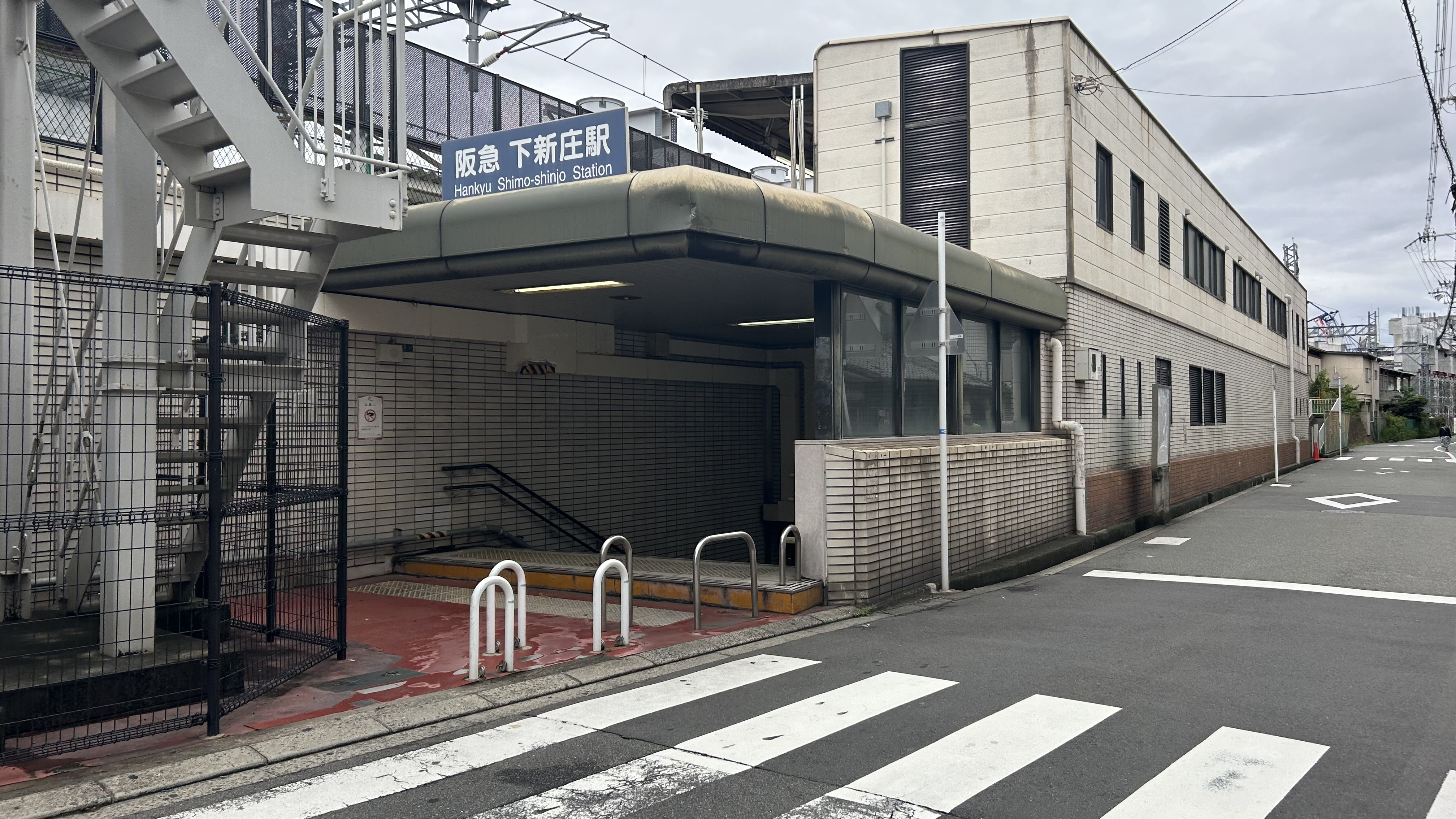
西口（2025年5月）
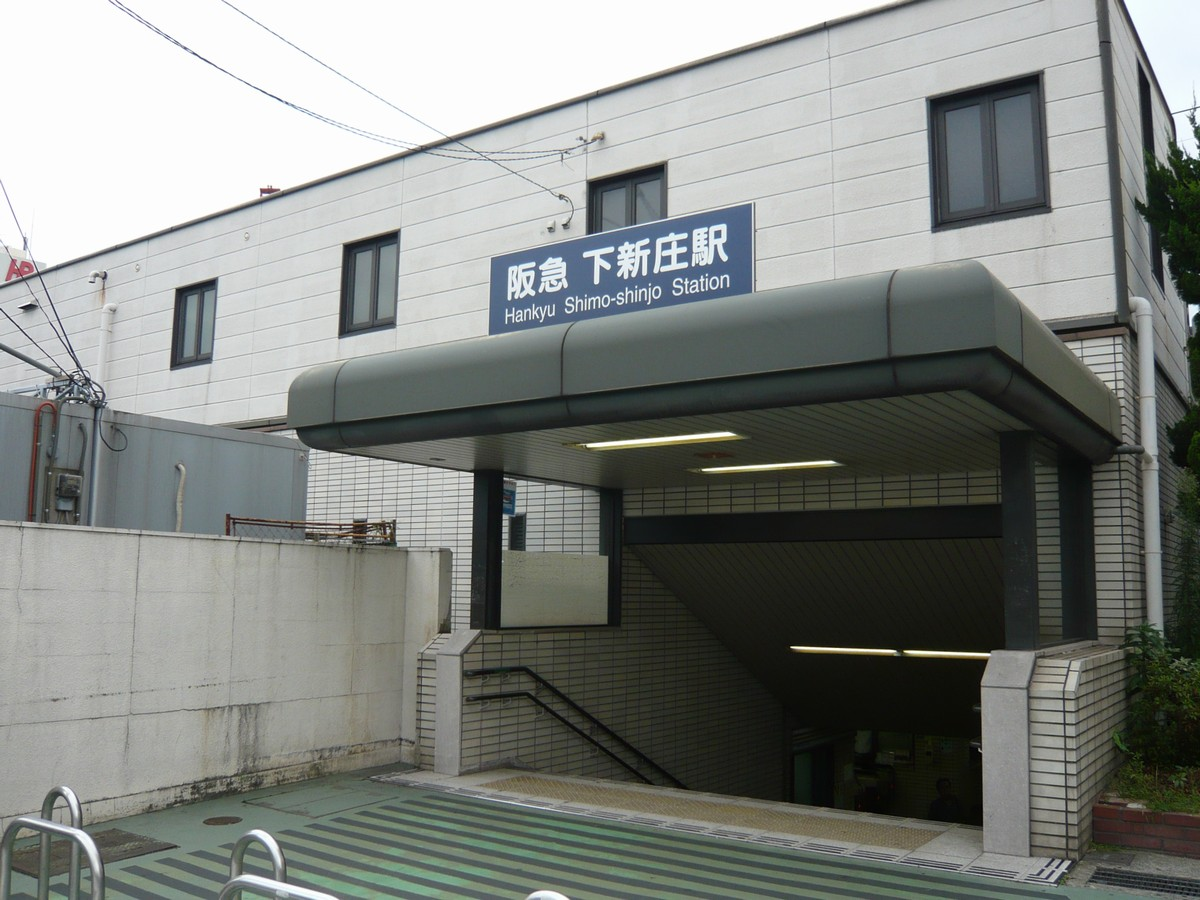
旧東口駅舎（2007年8月）
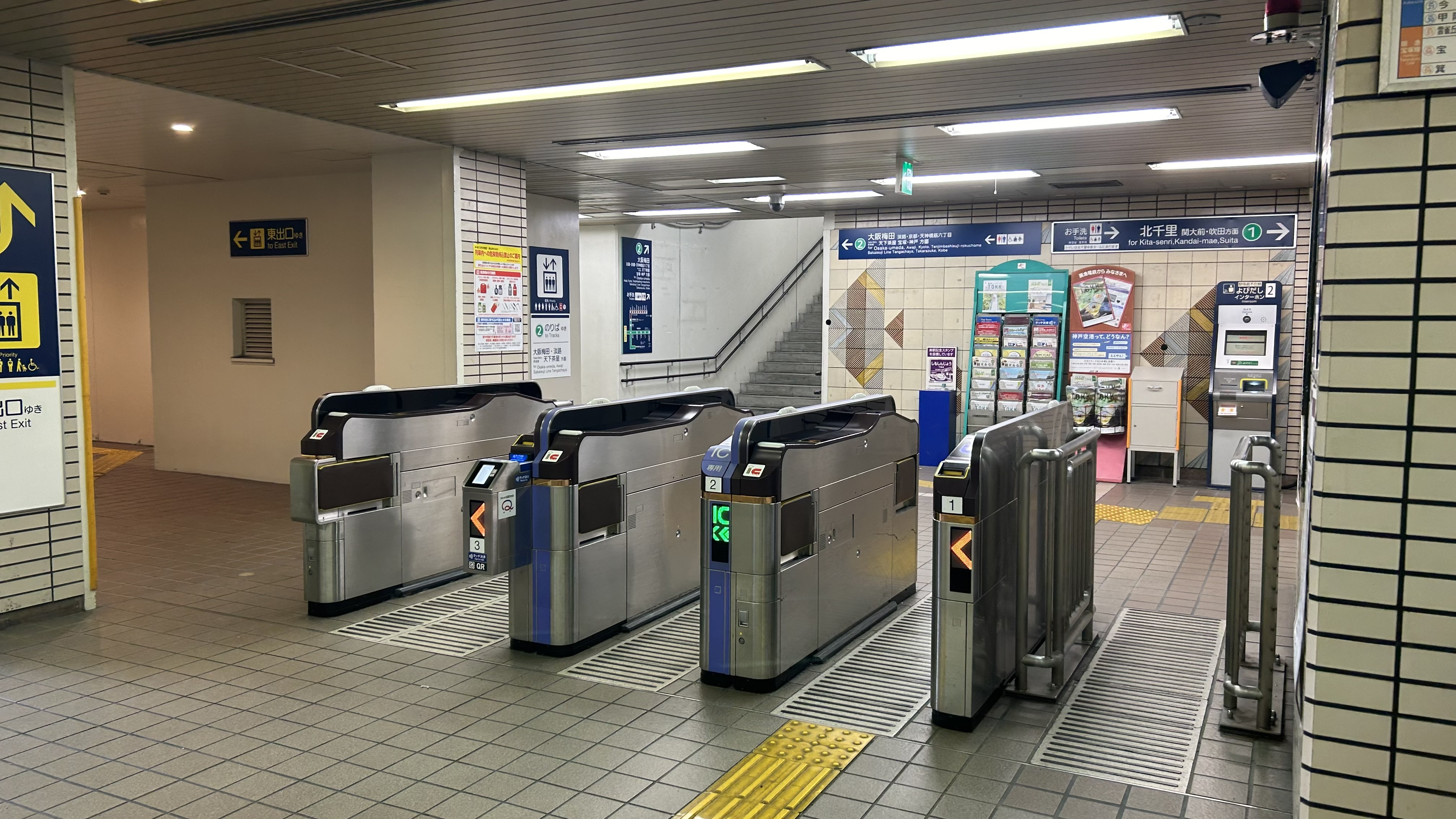
改札口（2025年5月）
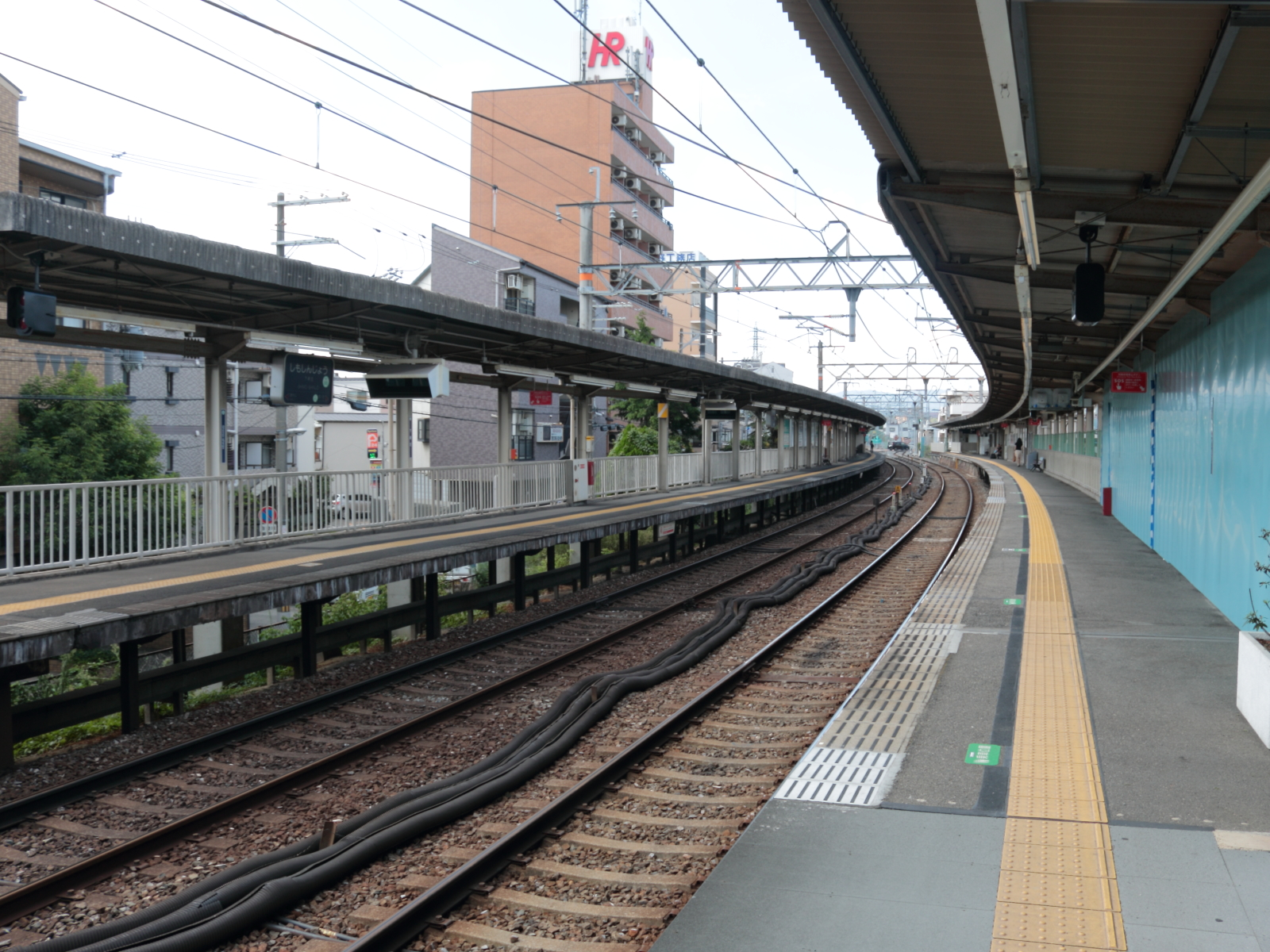
仮線移設前のホーム全景（2016年8月）
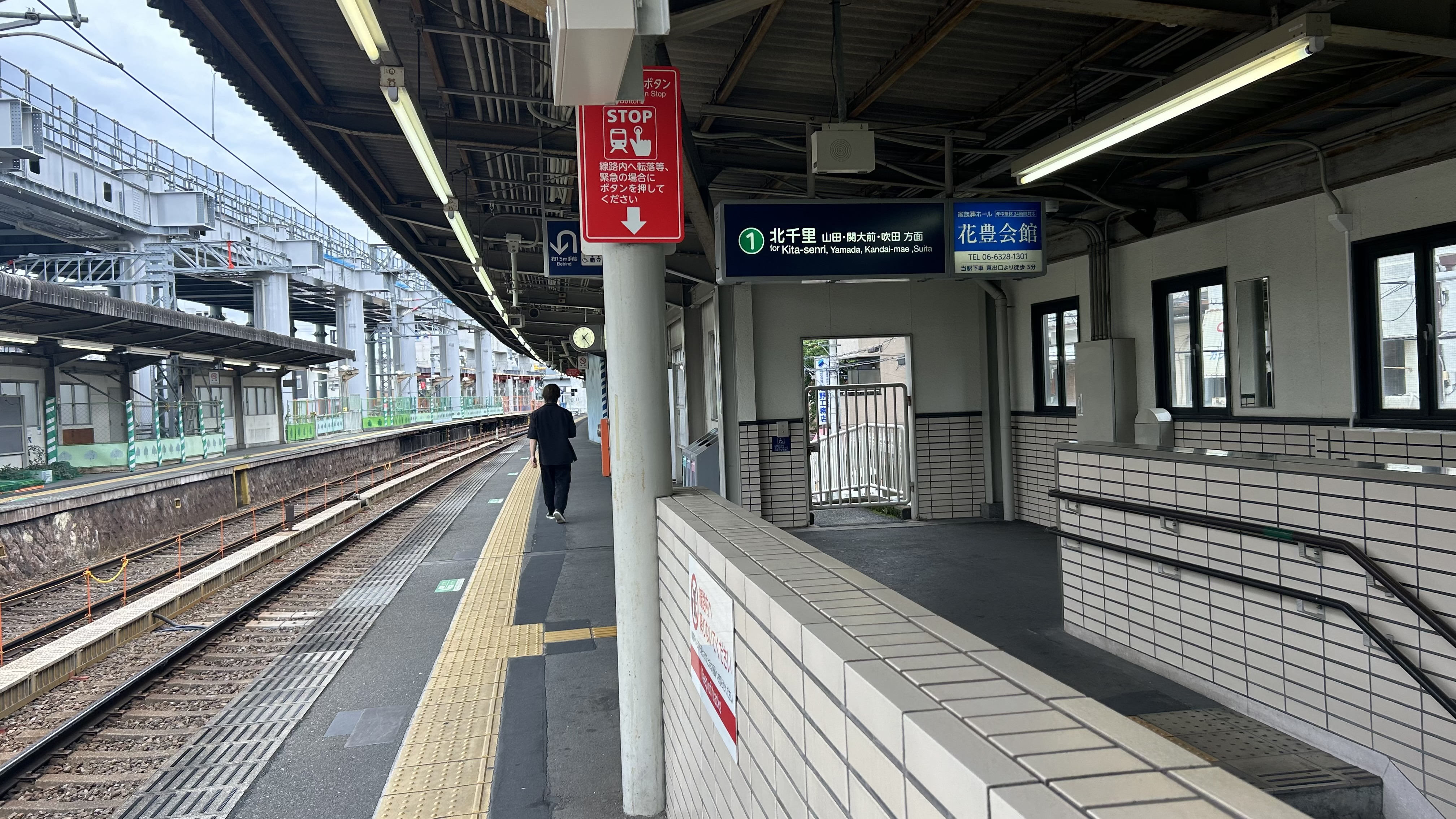
1号線ホーム（2025年5月）
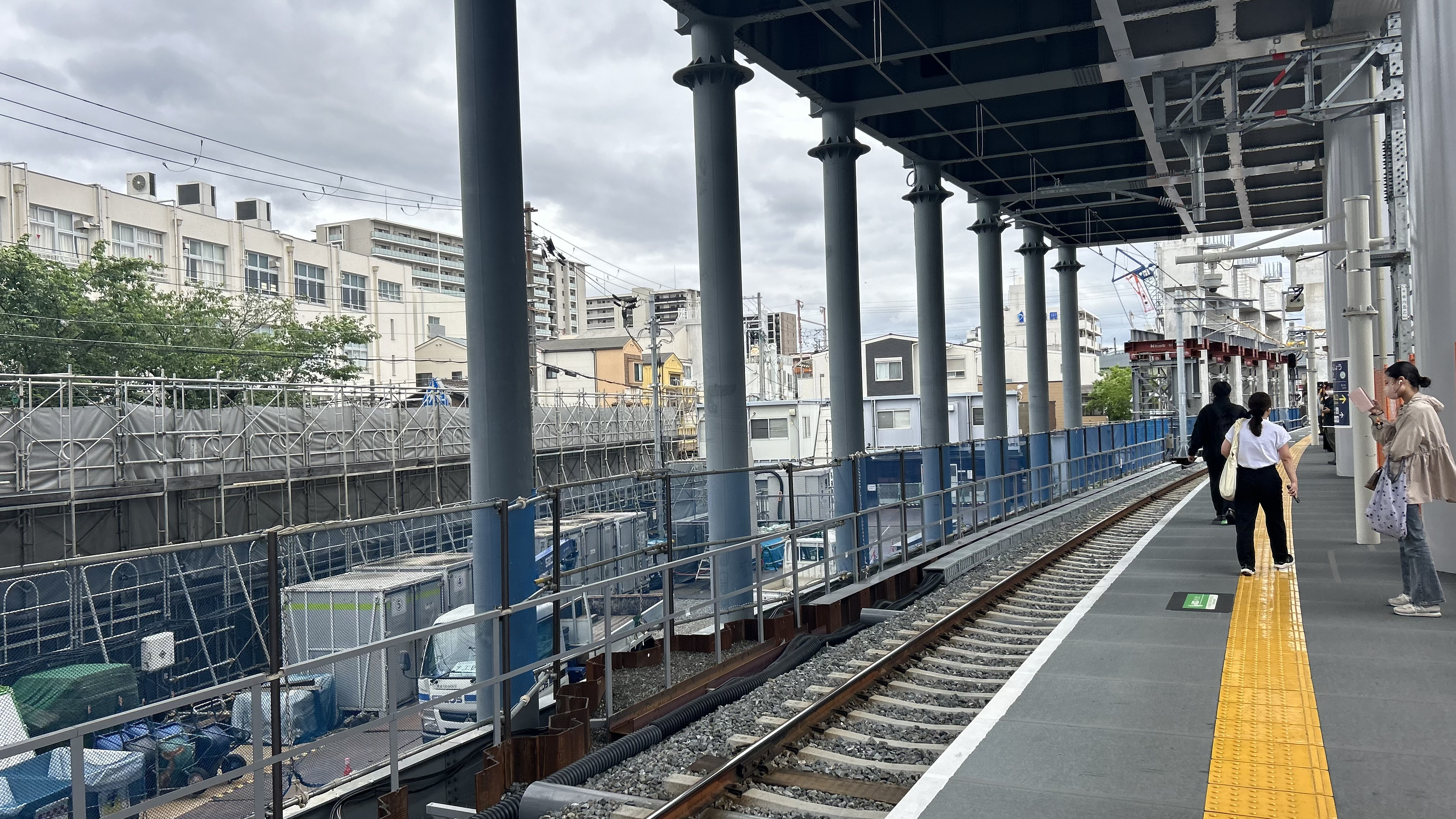
2号線ホーム（2025年5月）
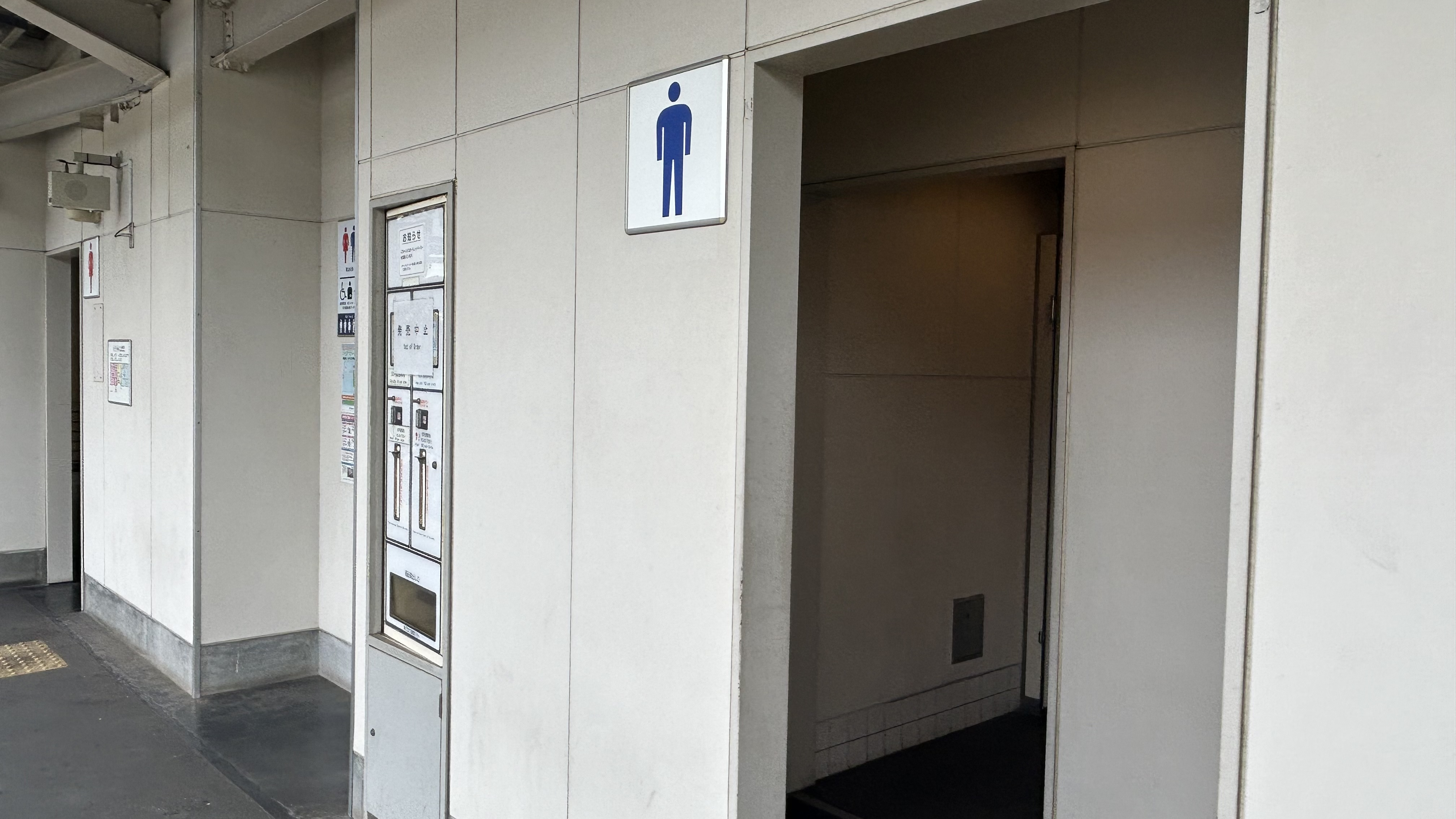
北千里方面ホームトイレ
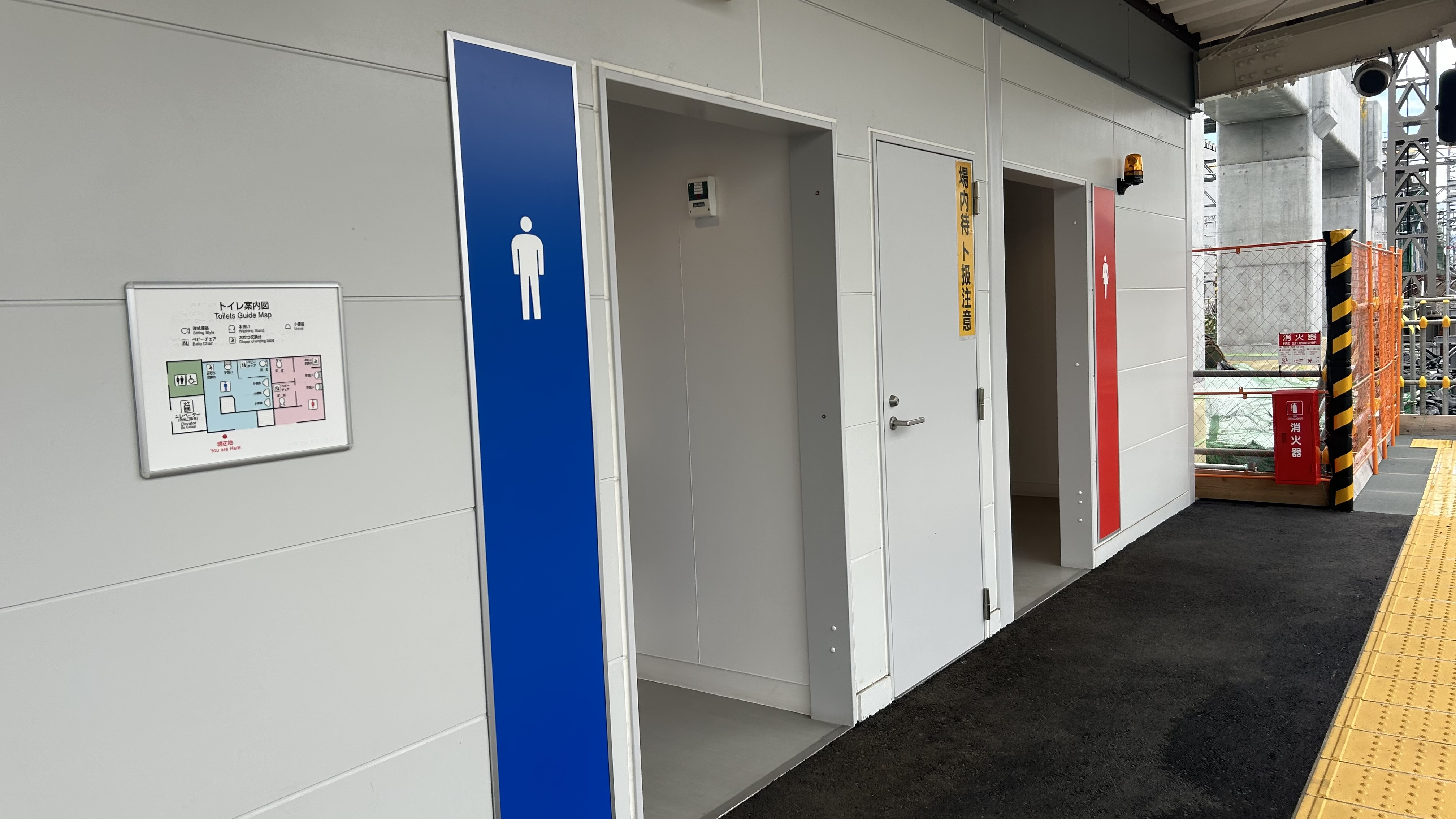
淡路方面ホームトイレ
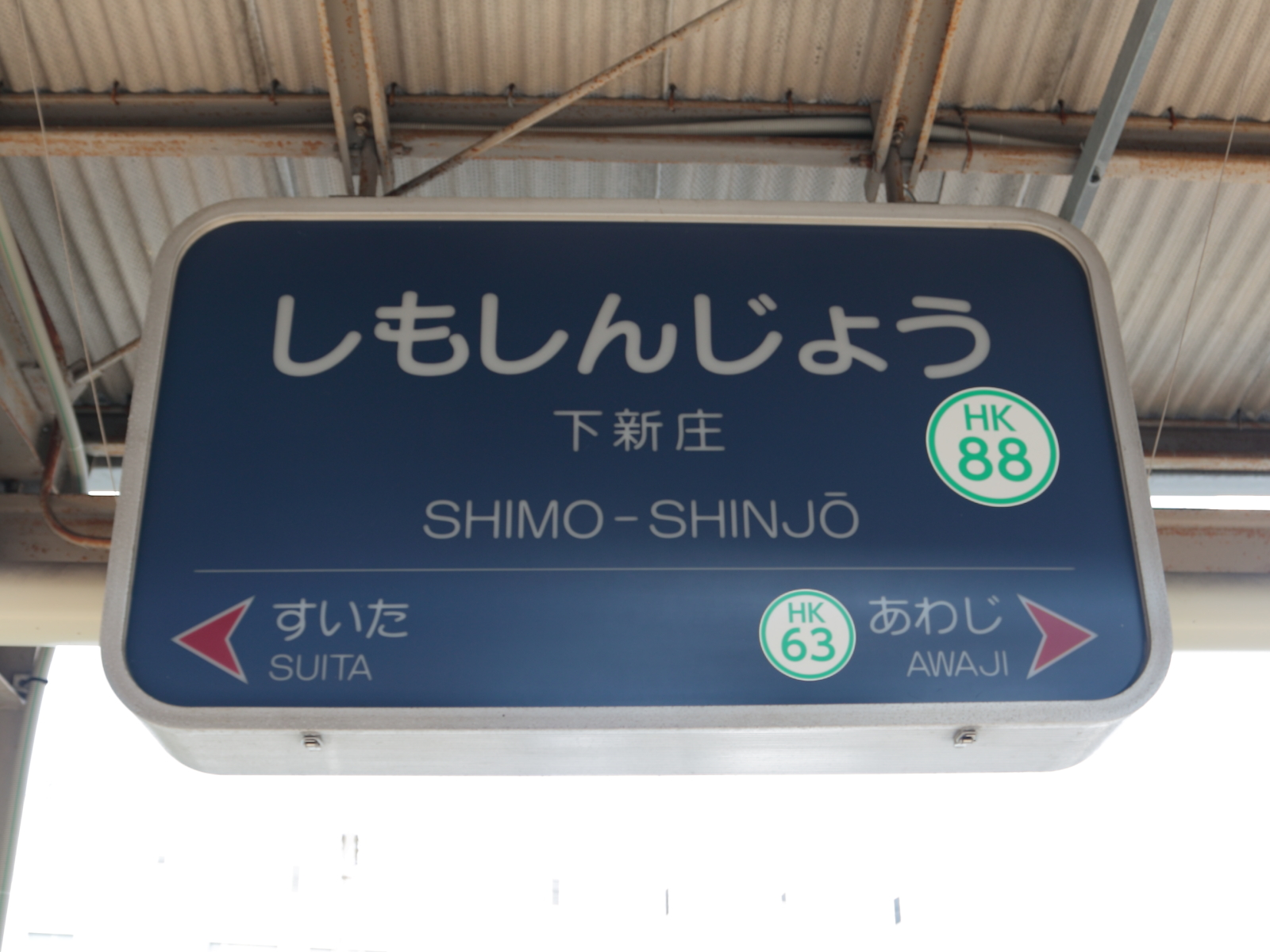
駅名標

## 利用状況
2024年（令和6年）次の通年平均乗降人員は7,577人である。阪急電鉄全駅（86駅）中では嵐山駅に次ぐ75位で、千里線の淡路駅以北では最少である。

### 年次別利用状況
各年次の乗降人員の推移は下表の通り。
| 年度               | 乗降人員 | 増減率 | 順位 | 出典       |
| ------------------ | -------- | ------ | ---- | ---------- |
| 2017年（平成29年） | 8,565    |        | 75位 | [ 阪急 1 ] |
| 2018年（平成30年） | 8,477    | -1.0%  | 75位 | [ 阪急 2 ] |
| 2019年（令和元年） | 8,148    | -3.9%  | 77位 | [ 阪急 3 ] |
| 2020年（令和02年） | 6,400    | -21.5% | 74位 | [ 阪急 4 ] |
| 2021年（令和03年） | 6,539    | 2.2%   | 74位 | [ 阪急 5 ] |
| 2022年（令和04年） | 6,996    | 7.0%   | 74位 | [ 阪急 6 ] |
| 2023年（令和05年） | 7,334    | 4.8%   | 75位 | [ 阪急 7 ] |
| 2024年（令和06年） | 7,577    | 3.3%   | 75位 | [ 統計 1 ] |

### 年度別利用状況
各年度の1日あたりの利用状況は下表の通り。特定日の利用者数は大阪府統計年鑑、1日平均乗車人員は大阪市統計書による。
| 年度               | 特定日   | 特定日   | 特定日   | 1日平均 乗車人員 | 出典          | 出典         |
| 年度               | 乗車人員 | 降車人員 | 乗降人員 | 1日平均 乗車人員 | 大阪府        | 大阪市       |
| ------------------ | -------- | -------- | -------- | ---------------- | ------------- | ------------ |
| 1966年（昭和41年） | 5,341    | -        | -        | -                | [ 大阪府 1 ]  | -            |
| 1967年（昭和42年） | 5,469    | -        | -        | -                | [ 大阪府 2 ]  | -            |
| 1968年（昭和43年） | 5,733    | -        | -        | -                | [ 大阪府 3 ]  | -            |
| 1969年（昭和44年） | 5,505    | -        | -        | -                | [ 大阪府 4 ]  | -            |
| 1970年（昭和45年） | 5,508    | -        | -        | -                | [ 大阪府 5 ]  | -            |
| 1971年（昭和46年） | 5,669    | -        | -        | -                | [ 大阪府 6 ]  | -            |
| 1972年（昭和47年） | 5,361    | -        | -        | -                | [ 大阪府 7 ]  | -            |
| 1973年（昭和48年） | 5,256    | -        | -        | -                | [ 大阪府 8 ]  | -            |
| 1974年（昭和49年） | 5,129    | -        | -        | -                | [ 大阪府 9 ]  | -            |
| 1975年（昭和50年） | 4,494    | -        | -        | -                | [ 大阪府 10 ] | -            |
| 1976年（昭和51年） | 4,949    | -        | -        | -                | [ 大阪府 11 ] | -            |
| 1977年（昭和52年） | 4,781    | -        | -        | -                | [ 大阪府 12 ] | -            |
| 1978年（昭和53年） | 4,776    | -        | -        | -                | [ 大阪府 13 ] | -            |
| 1979年（昭和54年） | 4,417    | -        | -        | -                | [ 大阪府 14 ] | -            |
| 1980年（昭和55年） | 4,296    | -        | -        | -                | [ 大阪府 15 ] | -            |
| 1981年（昭和56年） | 4,702    | -        | -        | -                | [ 大阪府 16 ] | -            |
| 1982年（昭和57年） | 4,557    | 4,660    | 9,217    | -                | [ 大阪府 17 ] | -            |
| 1983年（昭和58年） | 4,477    | 4,771    | 9,248    | -                | [ 大阪府 18 ] | -            |
| 1984年（昭和59年） | 4,724    | 5,328    | 10,052   | -                | [ 大阪府 19 ] | -            |
| 1985年（昭和60年） | 4,571    | 4,699    | 9,270    | -                | [ 大阪府 20 ] | -            |
| 1986年（昭和61年） | 4,814    | 5,382    | 10,196   | -                | [ 大阪府 21 ] | -            |
| 1987年（昭和62年） | 4,916    | 5,117    | 10,033   | -                | [ 大阪府 22 ] | -            |
| 1988年（昭和63年） | 4,918    | 5,269    | 10,187   | -                | [ 大阪府 23 ] | -            |
| 1989年（平成元年） | -        | -        | -        | -                | [ 大阪府 24 ] | -            |
| 1990年（平成02年） | 5,530    | 5,271    | 10,801   | -                | [ 大阪府 25 ] | -            |
| 1991年（平成03年） | -        | -        | -        | -                | [ 大阪府 26 ] | -            |
| 1992年（平成04年） | 6,003    | 7,011    | 13,014   | -                | [ 大阪府 27 ] | -            |
| 1993年（平成05年） | -        | -        | -        | -                | [ 大阪府 28 ] | -            |
| 1994年（平成06年） | -        | -        | -        | -                | [ 大阪府 29 ] | -            |
| 1995年（平成07年） | 6,005    | 6,115    | 12,120   | -                | [ 大阪府 30 ] | -            |
| 1996年（平成08年） | 6,339    | 6,454    | 12,793   | -                | [ 大阪府 31 ] | -            |
| 1997年（平成09年） | 6,403    | 6,590    | 12,993   | -                | [ 大阪府 32 ] | -            |
| 1998年（平成10年） | 6,099    | 6,410    | 12,509   | -                | [ 大阪府 33 ] | -            |
| 1999年（平成11年） | -        | -        | -        | -                | [ 大阪府 34 ] | -            |
| 2000年（平成12年） | 6,065    | 5,961    | 12,026   | -                | [ 大阪府 35 ] | -            |
| 2001年（平成13年） | 6,068    | 6,110    | 12,178   | 6,484            | [ 大阪府 36 ] | [ 大阪市 1 ] |
| 2002年（平成14年） | 5,746    | 5,808    | 11,554   | 6,416            | [ 大阪府 37 ] | [ 大阪市 1 ] |
| 2003年（平成15年） | 5,634    | 5,689    | 11,323   | 6,334            | [ 大阪府 38 ] | [ 大阪市 1 ] |
| 2004年（平成16年） | 4,793    | 5,433    | 10,226   | 6,210            | [ 大阪府 39 ] | [ 大阪市 1 ] |
| 2005年（平成17年） | 5,251    | 5,375    | 10,626   | 5,323            | [ 大阪府 40 ] | [ 大阪市 1 ] |
| 2006年（平成18年） | 5,170    | 5,344    | 10,514   | 5,662            | [ 大阪府 41 ] | [ 大阪市 1 ] |
| 2007年（平成19年） | 4,776    | 4,507    | 9,283    | 5,728            | [ 大阪府 42 ] | [ 大阪市 1 ] |
| 2008年（平成20年） | 4,840    | 5,106    | 9,946    | 5,193            | [ 大阪府 43 ] | [ 大阪市 1 ] |
| 2009年（平成21年） | 4,621    | 5,119    | 9,740    | 5,189            | [ 大阪府 44 ] | [ 大阪市 1 ] |
| 2010年（平成22年） | 4,474    | 5,021    | 9,495    | 5,003            | [ 大阪府 45 ] | [ 大阪市 1 ] |
| 2011年（平成23年） | 4,352    | 4,905    | 9,257    | 4,998            | [ 大阪府 46 ] | [ 大阪市 1 ] |
| 2012年（平成24年） | 4,460    | 4,934    | 9,394    | 4,821            | [ 大阪府 47 ] | [ 大阪市 1 ] |
| 2013年（平成25年） | 4,291    | 4,792    | 9,083    | 5,017            | [ 大阪府 48 ] | [ 大阪市 1 ] |
| 2014年（平成26年） | 4,332    | 4,786    | 9,118    | 4,897            | [ 大阪府 49 ] | [ 大阪市 1 ] |
| 2015年（平成27年） | 4,126    | 4,665    | 8,791    | 4,824            | [ 大阪府 50 ] | [ 大阪市 1 ] |
| 2016年（平成28年） | 4,218    | 4,794    | 9,012    | 4,625            | [ 大阪府 51 ] | [ 大阪市 1 ] |
| 2017年（平成29年） | 4,249    | 4,853    | 9,102    | 4,764            | [ 大阪府 52 ] | [ 大阪市 1 ] |
| 2018年（平成30年） | 3,858    | 4,613    | 8,471    | 4,774            | [ 大阪府 53 ] | [ 大阪市 1 ] |
| 2019年（令和元年） | 4,597    | 4,487    | 9,084    | 4,329            | [ 大阪府 54 ] | [ 大阪市 2 ] |
| 2020年（令和02年） | 4,083    | 4,005    | 8,088    | 3,150            | [ 大阪府 55 ] | [ 大阪市 3 ] |
| 2021年（令和03年） | 4,127    | 4,061    | 8,188    | 3,379            | [ 大阪府 56 ] | [ 大阪市 4 ] |
| 2022年（令和04年） | 4,114    | 3,993    | 8,107    | 3,672            | [ 大阪府 57 ] | [ 大阪市 5 ] |
| 2023年（令和05年） | 4,227    | 4,177    | 8,404    | 3,566            | [ 大阪府 58 ] | [ 大阪市 6 ] |

#### 10月中の平均乗降人員
「大阪府統計年鑑」では1964年度および1965年度については10月中の平均乗車人員が記載されている。
| 年度               | 乗車人員 | 出典          |
| ------------------ | -------- | ------------- |
| 1964年（昭和39年） | 5,749    | [ 大阪府 59 ] |
| 1965年（昭和40年） | 6,245    | [ 大阪府 60 ] |

## 駅周辺
- 東淀川下新庄四郵便局
- 東淀川郵便局
- 延原倉庫
- コリス本社
- 東海道新幹線
- 大阪シティバス11号系統「下新庄駅西口」停留所

## 阪急京都線・千里線連続立体交差事業
阪急京都本線3.3km（崇禅寺駅付近 - 上新庄駅付近）と阪急千里線3.8km（柴島駅付近 - 吹田駅付近）を高架にして、淡路駅における京都線と千里線の平面交差を解消し、17箇所の踏切を除去する事業。事業主体は大阪市で、2008年（平成20年）9月から工事に着手している。2028年度末に高架切替予定。
新しい下新庄駅の駅舎は3階建てで、駅の構造は2階が改札やコンコース、3階がホームになる予定。駅は北千里駅寄りに200メートル程度移設されるほか、南側で東海道新幹線と立体交差をする必要があるため高さが約25メートルとなる。

## 隣の駅
阪急電鉄
■千里線
淡路駅 (HK-63) - 下新庄駅 (HK-88) - 吹田駅 (HK-89)

### 記事本文

### 利用状況
1. 1 2 3  駅別乗降人員
2. 1 2  大阪府統計年鑑 - 大阪府
3. ↑  大阪市統計書 - 大阪市

#### 阪急電鉄
1. ↑  駅別乗降人員（2017年 通年平均） - 阪急電鉄（ウェイバックマシン）
2. ↑  駅別乗降人員（2018年 通年平均） - 阪急電鉄
3. ↑  駅別乗降人員（2019年 通年平均） - 阪急電鉄
4. ↑  駅別乗降人員（2020年 通年平均） - 阪急電鉄
5. ↑  駅別乗降人員（2021年 通年平均） - 阪急電鉄
6. ↑  駅別乗降人員（2022年 通年平均） - 阪急電鉄
7. ↑  駅別乗降人員（2023年 通年平均） - 阪急電鉄

#### 大阪府統計年鑑
1. ↑  大阪府統計年鑑（昭和42年） (PDF)
2. ↑  大阪府統計年鑑（昭和43年） (PDF)
3. ↑  大阪府統計年鑑（昭和44年） (PDF)
4. ↑  大阪府統計年鑑（昭和45年） (PDF)
5. ↑  大阪府統計年鑑（昭和46年） (PDF)
6. ↑  大阪府統計年鑑（昭和47年） (PDF)
7. ↑  大阪府統計年鑑（昭和48年） (PDF)
8. ↑  大阪府統計年鑑（昭和49年） (PDF)
9. ↑  大阪府統計年鑑（昭和50年） (PDF)
10. ↑  大阪府統計年鑑（昭和51年） (PDF)
11. ↑  大阪府統計年鑑（昭和52年） (PDF)
12. ↑  大阪府統計年鑑（昭和53年） (PDF)
13. ↑  大阪府統計年鑑（昭和54年） (PDF)
14. ↑  大阪府統計年鑑（昭和55年） (PDF)
15. ↑  大阪府統計年鑑（昭和56年） (PDF)
16. ↑  大阪府統計年鑑（昭和57年） (PDF)
17. ↑  大阪府統計年鑑（昭和58年） (PDF)
18. ↑  大阪府統計年鑑（昭和59年） (PDF)
19. ↑  大阪府統計年鑑（昭和60年） (PDF)
20. ↑  大阪府統計年鑑（昭和61年） (PDF)
21. ↑  大阪府統計年鑑（昭和62年） (PDF)
22. ↑  大阪府統計年鑑（昭和63年） (PDF)
23. ↑  大阪府統計年鑑（平成元年） (PDF)
24. ↑  大阪府統計年鑑（平成2年） (PDF)
25. ↑  大阪府統計年鑑（平成3年） (PDF)
26. ↑  大阪府統計年鑑（平成4年） (PDF)
27. ↑  大阪府統計年鑑（平成5年） (PDF)
28. ↑  大阪府統計年鑑（平成6年） (PDF)
29. ↑  大阪府統計年鑑（平成7年） (PDF)
30. ↑  大阪府統計年鑑（平成8年） (PDF)
31. ↑  大阪府統計年鑑（平成9年） (PDF)
32. ↑  大阪府統計年鑑（平成10年） (PDF)
33. ↑  大阪府統計年鑑（平成11年） (PDF)
34. ↑  大阪府統計年鑑（平成12年） (PDF)
35. ↑  大阪府統計年鑑（平成13年） (PDF)
36. ↑  大阪府統計年鑑（平成14年） (PDF)
37. ↑  大阪府統計年鑑（平成15年） (PDF)
38. ↑  大阪府統計年鑑（平成16年） (PDF)
39. ↑  大阪府統計年鑑（平成17年） (PDF)
40. ↑  大阪府統計年鑑（平成18年） (PDF)
41. ↑  大阪府統計年鑑（平成19年） (PDF)
42. ↑  大阪府統計年鑑（平成20年） (PDF)
43. ↑  大阪府統計年鑑（平成21年） (PDF)
44. ↑  大阪府統計年鑑（平成22年） (PDF)
45. ↑  大阪府統計年鑑（平成23年） (PDF)
46. ↑  大阪府統計年鑑（平成24年） (PDF)
47. ↑  大阪府統計年鑑（平成25年） (PDF)
48. ↑  大阪府統計年鑑（平成26年） (PDF)
49. ↑  大阪府統計年鑑（平成27年） (PDF)
50. ↑  大阪府統計年鑑（平成28年） (PDF)
51. ↑  大阪府統計年鑑（平成29年） (PDF)
52. ↑  大阪府統計年鑑（平成30年） (PDF)
53. ↑  大阪府統計年鑑（令和元年） (PDF)
54. ↑  大阪府統計年鑑（令和2年） (PDF)
55. ↑  大阪府統計年鑑（令和3年） (PDF)
56. ↑  大阪府統計年鑑（令和4年） (PDF)
57. ↑  大阪府統計年鑑（令和5年） (PDF)
58. ↑  大阪府統計年鑑（令和6年） (PDF)
59. ↑  大阪府統計年鑑（昭和40年） (PDF)
60. ↑  大阪府統計年鑑（昭和41年） (PDF)

#### 大阪市統計書
1. 1 2 3 4 5 6 7 8 9 10 11 12 13 14 15 16 17 18  大阪市統計書・アーカイブ版  (Microsoft Excelの.xls) - 大阪市
2. ↑  大阪市統計書・令和2年版  (Microsoft Excelの.xls) - 大阪市
3. ↑  大阪市統計書・令和3年版  (Microsoft Excelの.xls) - 大阪市
4. ↑  大阪市統計書・令和4年版  (Microsoft Excelの.xls) - 大阪市
5. ↑  大阪市統計書・令和5年版  (Microsoft Excelの.xls) - 大阪市
6. ↑  大阪市統計書・令和6年版  (Microsoft Excelの.xls) - 大阪市